# Oberrohn
Oberrohn ist ein Ortsteil von Bad Salzungen im Wartburgkreis in Thüringen.
Am 30. Juni 2009 wohnten 240 Einwohner im Ortsteil.

## Geografie

### Lage
Der Ort Oberrohn befindet sich am Westrand des Moorgrundes und am Ostrand des Frauenseer Forst. Der Ort liegt etwa vier  Kilometer Luftlinie nordnordwestlich von Bad Salzungen und drei Kilometer östlich von Tiefenort. Die geographische Höhe des Ortes beträgt 276 m ü. NN.
Oberrohn gehörte seit der Gebietsreform von 1994 zu Tiefenort, bis Tiefenort am 6. Juli 2018 nach Bad Salzungen eingemeindet wurde. Der Ort grenzt im Norden an Ettenhausen an der Suhl, im Osten an Möhra und Gräfen-Nitzendorf, im Süden an Unterrohn und im Westen an Tiefenort.

### Berge und Gewässer
Der höchste Punkt der Gemeinde befindet sich westlich der Ortslage auf der bewaldeten Anhöhe Schöne Aussicht (364,8 m ü. NN), bemerkenswert ist auch der Steinkopf (295,5 m ü. NN) am östlichen Ortsrand, hier wird ein Steinbruch betrieben. Durch Oberrohn fließt der Rohrgraben als westlicher Abfluss des einstigen Moores.

## Geschichte

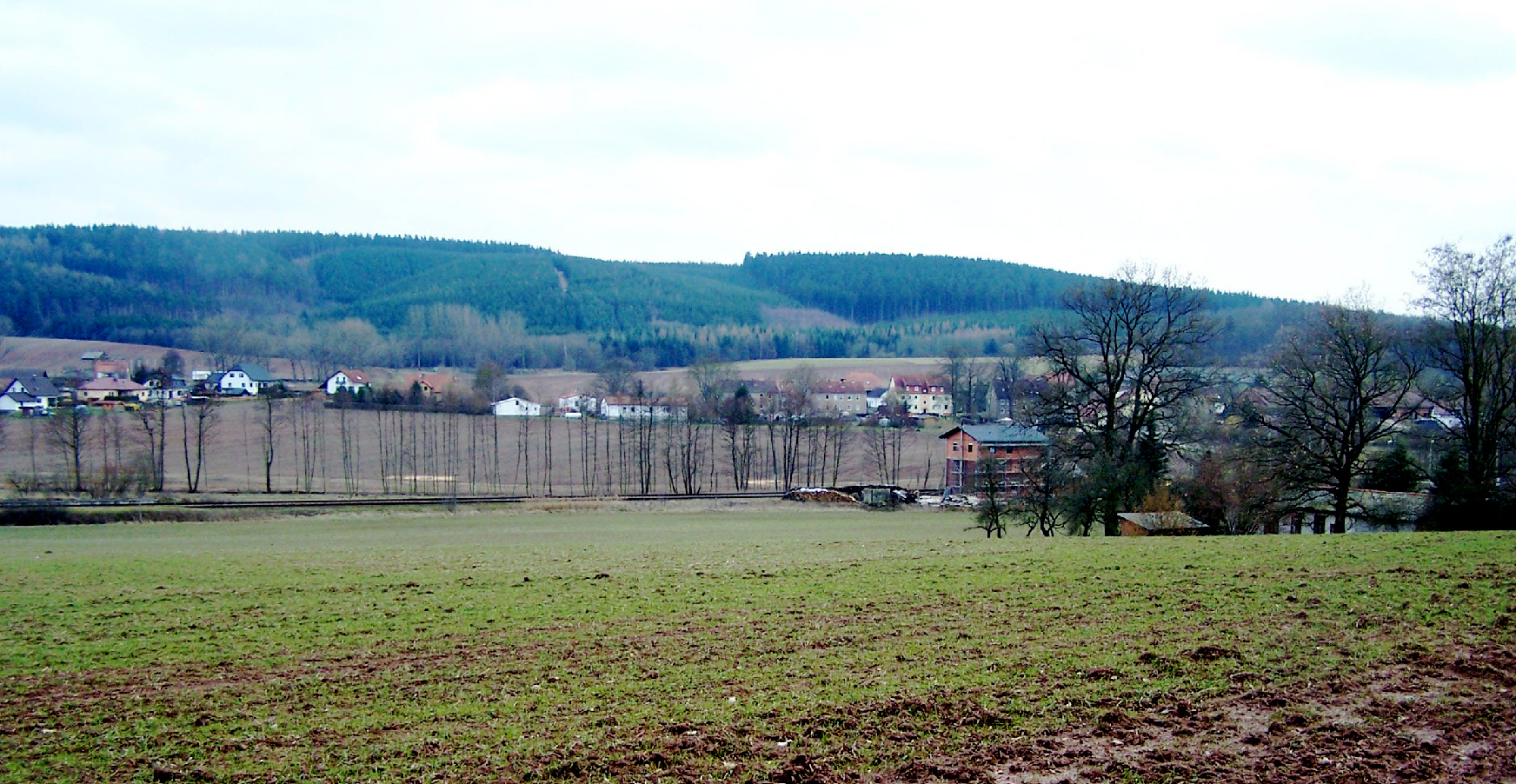
Blick nach Oberrohn von Westen (2009)

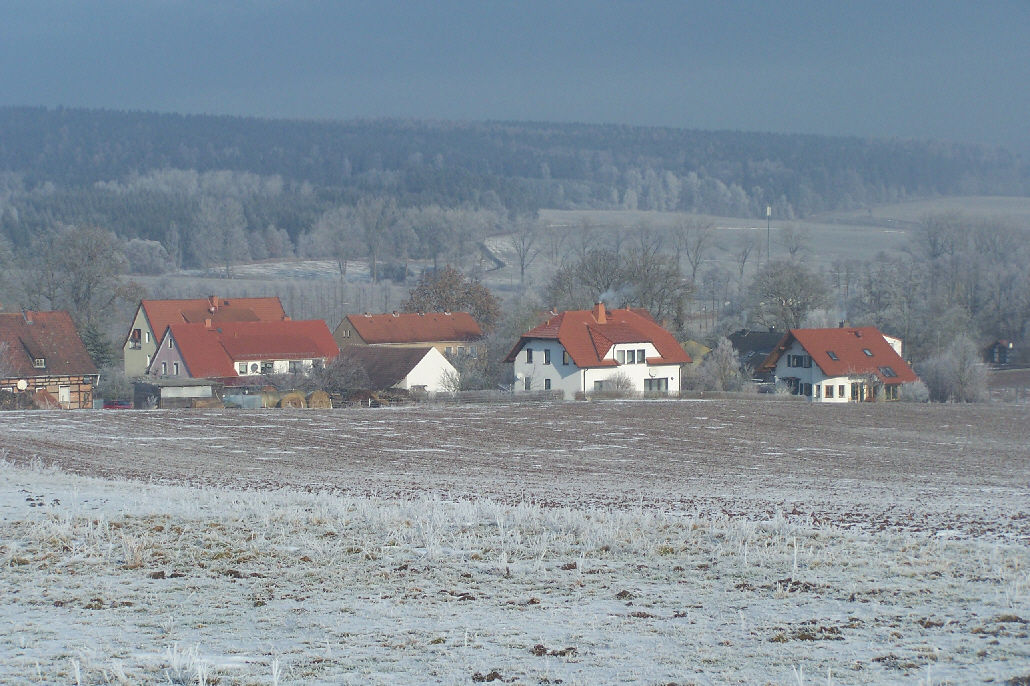
Neubaugebiet in Oberrohn (2009)

### Oberrohn
Die Entstehung der sechs Rohnhöfe und des Röhrigshofes geht auf die Rodungsherrschaft der Herren von Frankenstein zurück, welche am südlichen und westlichen Rand des Moorgrundes eine beträchtliche Anzahl Höfe anlegen ließen.  Im Jahr 1330 sahen sich die bereits hoch verschulden Frankensteiner gezwungen ihre umfangreichen Besitzungen zu veräußern (Frankensteiner Verkaufsbrief). Das später als das Gut Oberrohn bezeichnete Oberrohn gelangte zunächst an das Kloster Herrenbreitungen und nach der Säkularisation des Klosters an private Eigentümer. Oberrohn gehörte zu dieser Zeit bereits zum sächsischen Teil des Amtes Salzungen, welches zwischen den Wettinern und Grafen von Henneberg gemeinschaftlich verwaltet wurde. Als Lehnsherren traten hierbei stets die Thüringer Landgrafen in Erscheinung; sie waren auch die Schutzvögte des nahen Klosters Frauensee. 1736 erwarb der Landgraf Wilhelm von Hessen-Philippsthal-Barchfeld das Gut Oberrohn und veranlasste eine Modernisierung. 1795 zählte Oberrohn 43 Einwohner, 16 Kühe, 48 Schweine und 62 Schafe.
Eine vermögende Familie Voigt aus Salzungen zeigte im 19. Jahrhundert ihr Kaufinteresse und erwarb das Gut mit einer landwirtschaftlichen Nutzfläche um 300 ha, ihnen gehörte auch der Große Röhrigshof. 1841 erwarb der Landwirt Werther das Gut.
Als erste Industrieansiedlung wurde bereits 1910 das Kalkwerk Oberrohn erbaut. Das Werk verfügte über einen separaten Verladeplatz mit Bahnanschluss, Arbeitskräfte wurden aus den Nachbarorten angelockt, die Einwohnerzahl stieg auf 154.
Im März 1920 führte der Kapp-Putsch auch in der Region um Bad Salzungen, Gotha und Eisenach zu Streiks und Unruhen. In Bad  Salzungen wurde am 14. März 1920 zum Generalstreik aufgerufen und das Rathaus besetzt, die Arbeiter bewaffneten sich mit Waffen aus der ehemaligen Sachsen-Meininger Kaserne. Die Straßen und Schienenwege um die Stadt wurden von bewaffneten Arbeitern gesperrt. In Eisenach kursierten am 25. März 1920 Gerüchte, das auf einigen Gutshöfen bei Marksuhl und Bad Salzungen Waffen versteckt wurden. „Die teilweise bewaffneten Scharen zogen aufs Land hinaus, wo sie die Dörfer und Höfe nach Waffen durchsuchten. (…) Am Salzunger Güterbahnhof wurde ein Eisenbahngüterzug durchsucht und eine große Menge an Schußwaffen und Munition gestohlen.“ Die Waffenlieferungen sollten offenbar Reichswehrgruppen und Einwohnerwehren zur Verfügung gestellt werden, um ein befürchtetes Übergreifen der Kämpfe auf die Kaliwerke um Leimbach, Kaiseroda und Merkers zu verhindern. Der damalige Eisenacher USPD-Kreissekretär Karl Hermann  hatte darüber seine Tiefenorter Parteifreunde um Hans Ziller alarmiert.
Der heutige Haltepunkt Oberrohn entstand erst in den 1950er Jahren, als der Ort Oberrohn durch starken Zuzug von Heimatvertriebenen auf 312 Einwohner angewachsen war. Diese gründeten 1957 mit den vorhandenen Bauern die LPG „7. November“. Arbeitsangebote im Forst, im Kalkwerk, im Kalibergbau und in der benachbarten Kreisstadt Bad Salzungen waren zu dieser Zeit bereits reichlich vorhanden.

### Röhrigshof

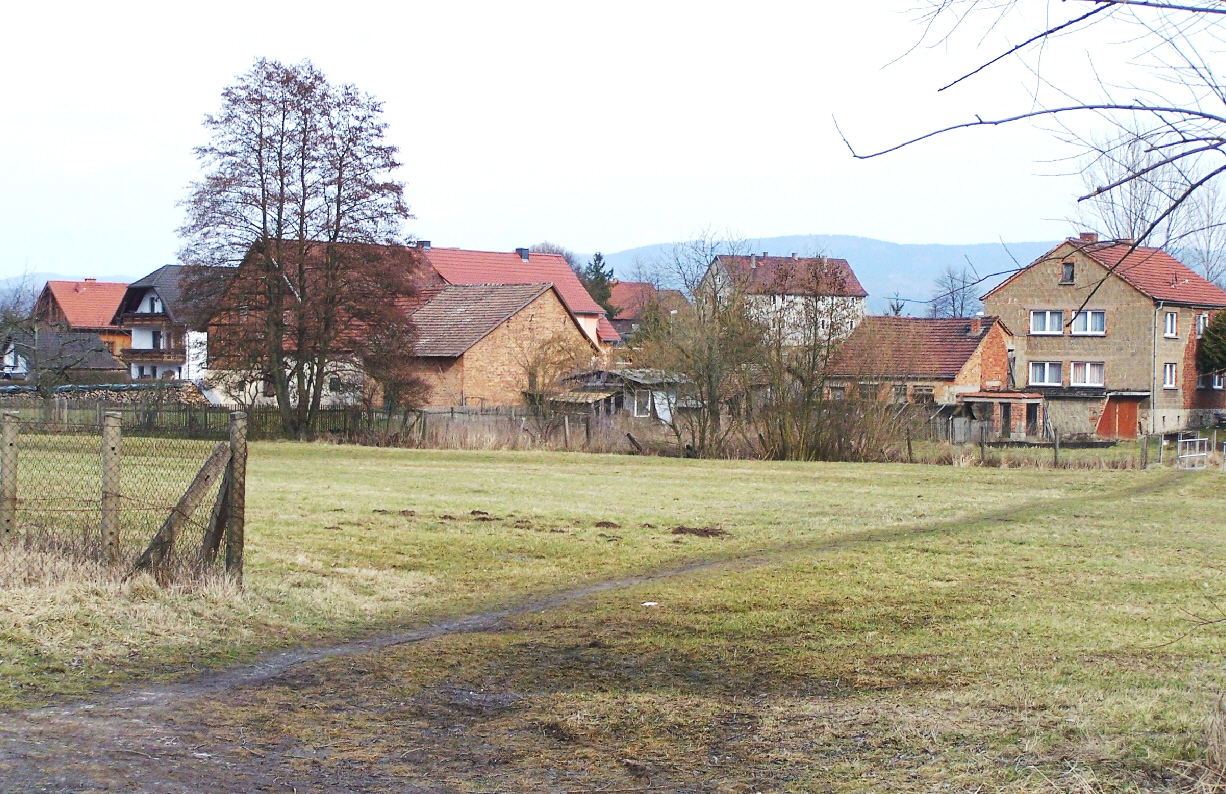
Ortsteil Röhrigshof

Die beiden Röhrigshöfe – man unterschied in einen Unteren Röhrigshof und einen Oberen Röhrigshof – sind durch die Erweiterung der Ortslage mit Oberrohn verschmolzen. Der Untere Röhrigshof bestand Mitte des 19. Jahrhunderts aus fünf Wohnhäusern und hatte 44 Einwohner. Am Ortsrand bestand eine bedeutende Ziegelei. Der Obere Hof oder Großer Röhrigshof bildete 1312 den Hauptort des Hofsiedlungsverbandes und wurde in den Frankensteiner Urkunden als Dorf (villa) bezeichnet. Im 19. Jahrhundert bildete dieser Ortsteil ein Vorwerk des Gutes Oberrohn und wurde von fünf Einwohnern bewohnt. Die Röhrigshöfe waren administrativ mit Gräfendorf verbunden und nach Möhra eingepfarrt.

### Hüttenhof

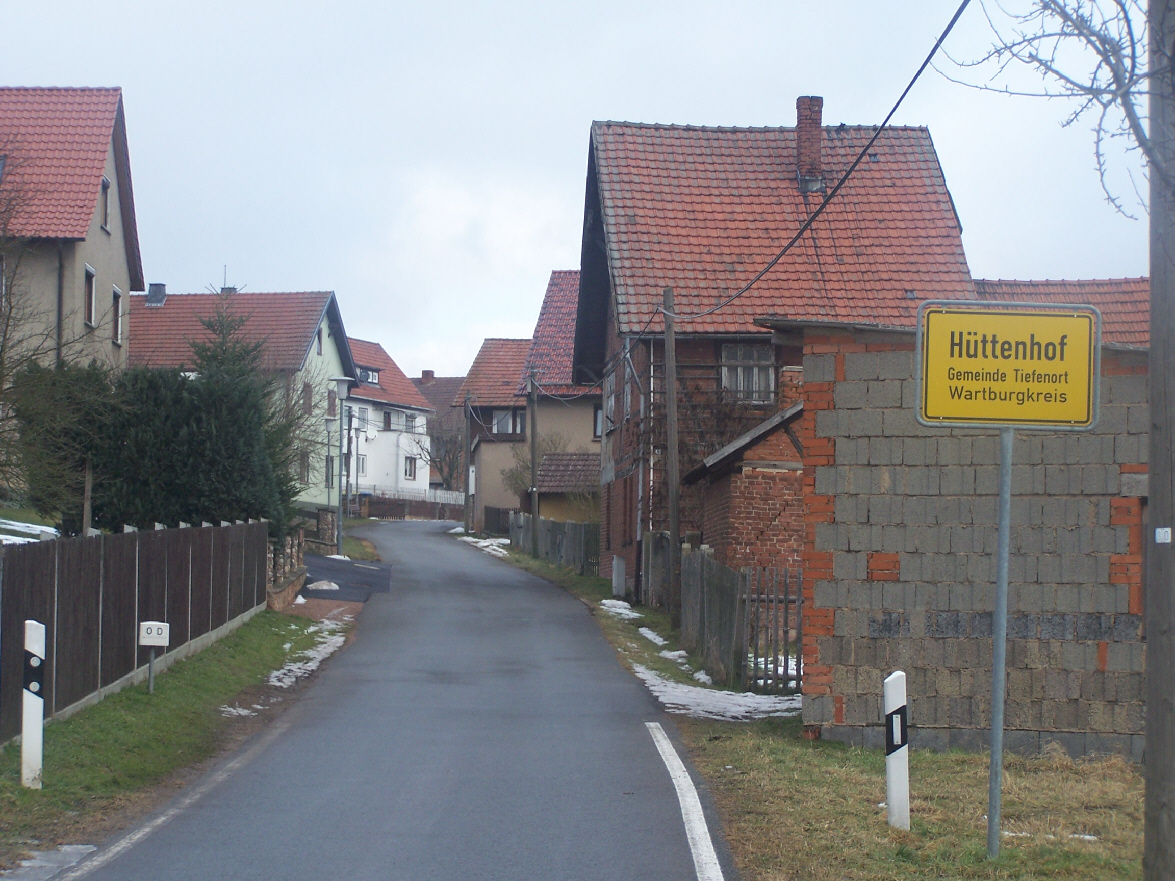
Ortsteil Hüttenhof

Als das Möhraer Gebiet durch Kupferbergbau zusätzliche Erwerbsmöglichkeiten erhielt soll die Kleinsiedlung Hüttenhof entstanden sein. Zuvor soll neben diesem Ortsteil ein Hof Günthersbach bestanden haben. Der Hüttenhof bestand Mitte des 19. Jahrhunderts aus fünf Wohnhäusern und hatte 24 Einwohner. Der Hüttenhof war administrativ mit Gräfendorf verbunden und war nach Möhra eingepfarrt.

## Verkehr

### Straßenverkehr
Die nächstgelegene Anschlussstelle (Gerstungen) der A 4 befindet sich 22 Kilometer entfernt. Durch den Ort verläuft die Kreisstraße 98.

### Schienenverkehr
Am Ortsrand befindet sich ein Bahnhof der Süd-Thüringen-Bahn an der Bahnstrecke Eisenach–Bad Salzungen–Meiningen.

## Kultur und Sehenswürdigkeiten

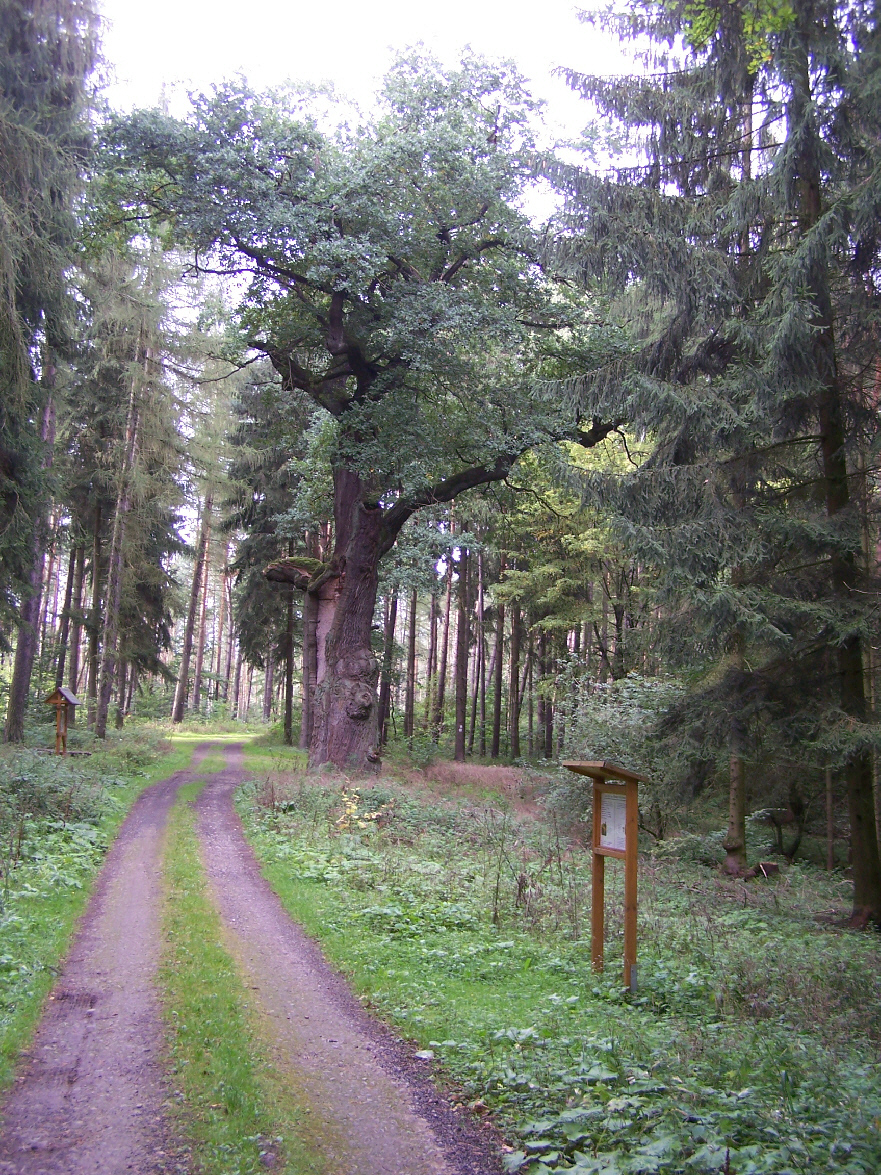
Die Gerichtseiche

- Am alten Fahrweg nach Weißendiez trifft man auf die Gerichtseiche, der Baumveteran ist  ein Naturdenkmal und markiert die westliche Gemarkungsgrenze.
- Auch die Zeppelinkiefer markiert die westliche Gemarkungsgrenze. Unweit des Baumes endete am 20. Oktober 1917 die Rückreise des Marine-Luftschiffs L 55 von einem Kampfeinsatz im Ersten Weltkrieg.
- Das Erbbegräbnis der Gutsbesitzerfamilie von Oberrohn liegt durch jahrzehntelangen Verfall in Trümmern.